# Arianna W. Rosenbluth

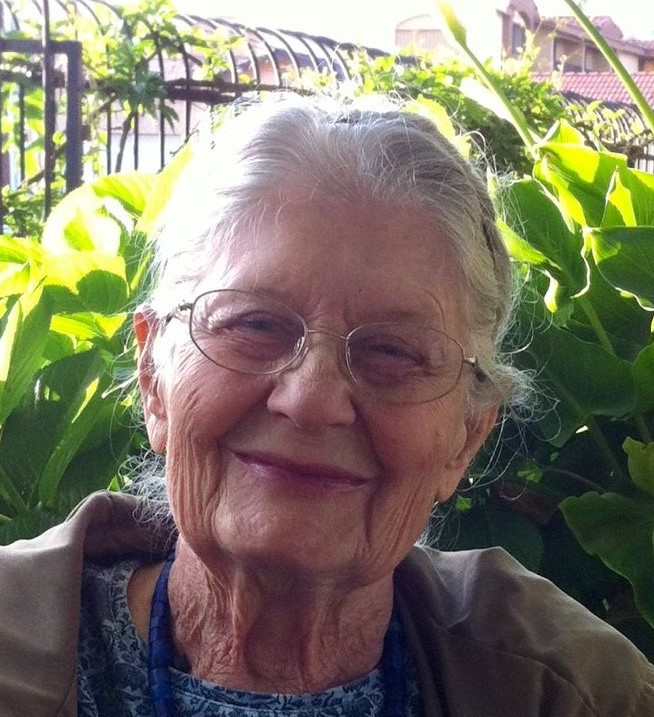
Arianna W Rosenbluth, 2014

Arianna Wright Rosenbluth (* 15. September 1927 in Houston, Texas; † 28. Dezember 2020 in Pasadena, Kalifornien) war eine US-amerikanische Physikerin und Informatikerin. Sie wirkte an der Entwicklung des Metropolis-Hastings-Algorithmus mit und schrieb die erste vollständige Implementierung der Markov-Ketten-Monte-Carlo-Methode.

## Leben und Werk
Rosenbluth war die Tochter der Lehrerin Leffie (Woods) Wright und des Büroleiters einer Blumenfirma, Augustus Wright. Sie studierte am Rice Institute, der heutigen Rice University, wo sie 1946 den Bachelor of Science erhielt. 1947 erhielt sie den ihren Master of Arts am Radcliffe College und promovierte 1949 in Physik an der Harvard University unter der Leitung des Nobelpreisträgers John Hasbrouck Van Vleck mit der Dissertation: Some Aspects of Paramagnetic Relaxation.
Nach Abschluss ihrer Dissertation erhielt sie ein Postdoktorandenstipendium der Atomic Energy Commission an der Stanford University, welche sie besuchte, bevor sie eine Stabsstelle am Los Alamos National Laboratory antrat. Sie lernte hier den Physiker Marshall Rosenbluth kennen  und heiratete ihn 1951. Zusammen mit Marshall Rosenbluth verifizierte sie analytische Berechnungen für den Kernwaffentest Ivy Mike mit dem SEAC (Computer) beim National Bureau of Standards. Nachdem der Universalrechner MANIAC I in Los Alamos fertiggestellt war, arbeitete sie mit Nicholas Metropolis, Rosenbluth, Augusta H. Teller und Edward Teller zusammen, um den ersten Markov-Ketten-Monte-Carlo-Algorithmus zu entwickeln, insbesondere den prototypischen Metropolis-Hastings-Algorithmus. Rosenbluth entwickelte die Implementierung des Algorithmus für die MANIAC I-Hardware und war damit die erste Person, die die Markov-Chain-Monte-Carlo-Methode implementiert hat. Die 1953 erschienene Veröffentlichung Equation of State Calculations by Very Fast Computing Machines markierte den Beginn der Anwendung der Monte-Carlo-Methode zur Lösung physikalischer Probleme. Das in dieser Veröffentlichung beschriebene Verfahren wurde später als Metropolis-Algorithmus bekannt und ist bislang der bekannteste und am weitesten verbreitete Monte-Carlo-Algorithmus, der jemals veröffentlicht wurde. In den nächsten Jahren wandten Rosenbluth und Marshall die Methode auf neuartige Studien statistischer mechanischer Systeme an.
Nach der Geburt ihres ersten Kindes konzentrierte Rosenbluth sich auf die Erziehung ihrer Kinder, obwohl sie ihr ganzes Leben lang weiter forschte und programmierte, insbesondere zu Problemen der Knotentheorie.
Während ihrer Collegezeit war sie eine versierte Fechterin und gewann nicht nur die Texas-Frauenmeisterschaft im Florett, sondern auch die Houston-Männermeisterschaft. Sie qualifizierte sich für die Olympischen Spiele, konnte aber nicht antreten, da die Olympischen Sommerspiele 1944 wegen des Zweiten Weltkriegs abgesagt wurden und sie eine Reise zu den Spielen 1948 in London nicht finanzieren konnte.
1956 zog sie von Los Alamos (New Mexico) nach San Diego, Kalifornien und dann nach Princeton (New Jersey), bevor sie sich schließlich im Großraum Los Angeles niederließ. 1978 ließ sie sich von ihrem Ehemann scheiden, mit dem sie vier Kinder hatte.
Sie starb 2020 an COVID-19-Komplikationen während der COVID-19-Pandemie in Kalifornien.

## Veröffentlichungen (Auswahl)
- mit N. Metropolis, A. W. Rosenbluth, M. N. Rosenbluth, M. Teller, E. Teller: Equation of State Calculations by Fast Computing Machines. Journal of Chemical Physics, 21, 1087, 1953.
- mit Marshall N. Rosenbluth: Further Results on Monte Carlo Equations of State. The Journal of Chemical Physics, 22(5), S. 881–884, 1954.